# Danuta Kopeć
Danuta Kopeć – polska pedagog, dr hab. prof. Uniwersytetu im. Adama Mickiewicza w Poznaniu.

## Życiorys
Absolwentka pedagogiki specjalnej na Wydziale Studiów Edukacyjnych Uniwersytetu im. Adama Mickiewicza w Poznaniu. Asystent, adiunkt, a następnie kierownik Zakładu pedagogiki specjalnej Wydziału Studiów Edukacyjnych UAM. Obecnie jest kierownikiem Laboratorium Studiów o Niepełnosprawności. Pełni też rolę koordynatora praktyk studenckich, które realizowane są w placówkach przeznaczonych dla osób z głęboką niepełnosprawnością intelektualną.
Jest członkiem Zespołu Pedagogiki Specjalnej przy Komitecie Nauk Pedagogicznych Polskiej Akademii Nauk. Była recenzentem artykułów w czasopiśmie Pedagogia Christiana (2018).

## Zainteresowania naukowe
Do jej najważniejszych zainteresowań naukowych należą:
- pedagogika osób z umiarkowaną, znaczną i głęboką niepełnosprawnością intelektualną,
- pedagogika osób z niepełnosprawnością sprzężoną,
- specyfika funkcjonowania osób z niepełnosprawnością intelektualną z uwzględnieniem kontekstu społecznego[4].

## Autorka książek
Książki związane z zainteresowaniami naukowymi:
- Rzeczywistość (nie)edukacyjna osoby z głęboką niepełnosprawnością intelektualną. Zbiorowe instrumentalne studium przypadku[6].
- Studia z pedagogiki i nauk pogranicza[7].